# Tina la Transformada
La tina la Transformada és un monument del municipi de Talamanca (Bages) protegit com a bé cultural d'interès local.

## Descripció
La tina és una construcció formada per una tina i les restes d'una edificació auxiliar. al marge del camí que ressegueix la riera de Mura.
La planta de la tina és de forma circular. La part inferior dels murs és de pedra i morter de calç i l'interior era recobert de rajoles de ceràmica envernissada lleugerament corbades, de les quals tan sols en resten quatre peces. La part superior dels murs és de pedra sense material d'unió i s'hi localitzen tres finestres i l'entrada amb llinda de la tina. Sobre els murs s'estén el voladís, fet amb pedres més planeres. La coberta era feta amb el mètode d'aproximació de filades, només en resten algunes filades. No s'ha localitzat el broc. El conjunt de la construcció es troba força deteriorat. El dipòsit és ple de runa.
De la construcció auxiliar només queda un tram de paret en angle i material -com teules, maons i pedres- dispersos pel voltant.